# 時評社
時評社（じひょうしゃ）は1959年（昭和34年）10月1日に設立された会社。
業務内容は、行政・ビジネス関連書籍・定期刊行物の発行、ウェブサービス、出版サポート、コンテンツ販売、行政・政策課題関連のコンサルタント業務、講演会・研究会・勉強会の企画運営。
マスコミ界で「官庁ニュースの時評」「行政の総合情報誌ナンバーワン」という位置付けを確立している。

## 概要
月刊時評を会社設立と共に創刊している。それ以外には、霞が関各省庁の人事名鑑で幹部職員の主要経歴が一目でわかる官庁名鑑シリーズ、政策課題に関するJIHYO BOOKSなどの出版事業をメインしている。他にも官庁・民間の情報交流の場として「虎ノ門政策研究会」「東京産業政策研究会」、官庁・地方自治体と連携した各種講演会、セミナーを開催するなどの事業を行っている。